# Isabel Greenberg
Isabel Poppy Greenberg (née en 1988) est une autrice et dessinatrice de bande dessinée et illustratrice britannique.
Son premier livre, The Encyclopedia of Early Earth, a été publié en 2013 par Jonathan Cape à Londres, Little Brown aux États-Unis et Random House au Canada. Greenberg a également réalisé un court métrage en 2018 intitulé Janet, Who Fell From The Sea.

## Jeunesse et formation
Née à Camden en 1988, Greenberg a étudié l'illustration à la Brighton School of Art et a obtenu son diplôme en 2011.
En 2008, alors qu'elle était encore étudiante, Greenberg a participé au prix Observer/Cape/Comica Graphic Short Story Prize, dont elle a été finaliste. Elle a participé à nouveau au concours en 2011 et l'a remporté avec « Love in a Very Cold Climate », une histoire d'amour entre un habitant du pôle Nord, et Suit, un habitant du pôle Sud, qui ne peuvent jamais se toucher.

## Carrière
En 2013, Greenberg était l'une des vingt principaux graphistes et illustrateurs à figurer dans l'exposition Memory Palace au V&A, sponsorisée par Sky Arts. Une œuvre de fiction originale de Hari Kunzru a été transformée en un « roman graphique accessible à tous ».
En 2014, elle a été sélectionnée à Pick Me Up à Somerset House.
Le travail de Greenberg a été publié dans The Guardian, The Observer, et The New York Times, et par Nobrow Press. Elle a travaillé avec Chatham Dockyard, Tyntesfield House et le musée de Marco Polo à Korčula, Croatia.

## Romans graphiques
Le premier roman graphique de Greenberg, The Encyclopedia of Early Earth (2013), est une série d'histoires interconnectées se déroulant à Early Earth, où se déroule également sa nouvelle primée. Rachel Cooke, dans une critique de son livre dans The Guardian, a déclaré que « son merveilleux livre ressemble déjà à un classique » et l'a comparée à Tove Jansson. Il a été traduit en allemand, en espagnol, en français  et en polonais.
En 2016, Greenberg a publié son deuxième roman graphique, The One Hundred Nights of Hero. 

## Livres pour enfants
Greenberg a également illustré plusieurs livres pour enfants. Le livre A Hundred Billion Trillion Stars avec Seth Fishman a reçu le Mathical Book Prize en 2018.
Toujours en 2018, elle a illustré Athéna: l'histoire d'une déesse, par sa sœur cadette Imogen Greenberg.